# Belturbet
Belturbet (irisch Béal Tairbirt) ist eine Stadt im County Cavan im Norden der Republik Irland.

## Geschichte
Belturbet liegt im Norden von Cavan, drei Kilometer südlich der Grenze zum nordirischen County Fermanagh, an einer der günstigsten Stellen zur Überquerung des River Erne. Als die Anglonormannen im frühen 13. Jahrhundert Cavan zu erobern versuchten, errichtete ein Walter de Lacy 1211 eine Motte auf dem dortigen Turbet Island.
Im 17. Jahrhundert wurde der Ort weiter entwickelt und zu einem wichtigen Handelszentrum; auch eine englische Garnison war vorhanden. Viel von ihrem historischen Originalzustand konnte die Stadt bis heute bewahren, wobei die wichtigen Gebäude des Ortes sich um den zentralen Platz oder Diamond gruppieren.

## Demografie und Lage
Beim Census 2022 lebten 1610 Personen in Belturbet. Der Ort liegt auf der N3 von Dublin über Navan und Cavan Town weiter nach Enniskillen in Nordirland und Ballyshannon im County Donegal. Das nahe gelegene Cavan im Süden und Enniskillen im Norden sind die nächstgelegenen größeren Städte. Der Upper Lough Erne liegt direkt jenseits der Grenze zum County Fermanagh nördlich von Belturbet. An den Schienenverkehr in Irland ist Belturbet seit 1959 nicht mehr angeschlossen; der alte Bahnhof wurde jedoch restauriert und ist zu einer der örtlichen Touristenattraktionen geworden.
Die Haupteinnahmequelle der Stadt liegt im Tourismus, einschließlich eines eigenen Festivals in der letzten Juliwoche. Abgesehen von den Arbeitsplätzen im Tourismusgewerbe, arbeitet die Mehrzahl der Bewohner in umliegenden Städten.
In Belturbet befindet sich ein kleiner Hafen mit der Möglichkeit, Kabinenboote zu mieten. Von dort aus kann man sowohl den Shannon-Erne-Kanal als auch den Fluss Erne mit seinen zwei Seen des Lough Erne befahren.
Während der Troubles wurden in Belturbet 1972 zwei Jugendliche bei einem Autobomben-Anschlag getötet. Die Bombe war von einer nicht näher bekannten loyalistischen Gruppe platziert worden.

## Persönlichkeiten
- Edward James O’Brien Croker  (1847–1921), Betriebsdirektor mehrerer Eisenbahngesellschaften in Irland